# Hydrophyllaceae
Hydrophyllaceae là một họ thực vật có hoa trong bộ Boraginales, từng được coi như là phân họ Hydrophylloideae của họ Boraginaceae nghĩa rộng. Theo truyền thống, và trong hệ thống Cronquist thì Hydrophyllaceae được coi như là một phần của bộ Cà (Solanales). Các hệ thống phân loại gần đây công nhận mối quan hệ họ hàng gần của nó với họ Mồ hôi (Boraginaceae), ban đầu đặt Hydrophyllaceae và Boraginaceae nghĩa hẹp cùng nhau trong bộ Boraginales, nhưng sau đó người ta giáng cấp nó xuống thành phân họ Hydrophylloideae trong họ Boraginaceae, như trong hệ thống APG III năm 2009 (không đặt trong bộ nào) và hệ thống APG IV năm 2016 (trong bộ Boraginales). Tuy nhiên hiện tại website của APG Group lại công nhận Boraginaceae và Hydrophyllaceae như là các họ tách biệt trong bộ Boraginales.
Các loài thực vật trong họ này có thể là cây thân thảo một năm hoặc lâu năm, với thân hoặc là mọc bò hoặc là mọc thẳng. Phần lớn các loài có rễ cái. Hoa lưỡng tính, thông thường tỏa tia, với 5 cánh hoa và 5 nhị, bộ nhụy 2 lá noãn, bầu nhụy 1 hoặc 2 ngăn, vòi nhụy 1 với hai nhánh đầu nhụy, đĩa mật có hoặc suy giảm thành các tuyến ở đáy bầu nhụy, quả nang 2 ngăn, nứt chẻ ngăn với 2 mảnh vỏ, chứa 1 tới nhiều hạt. Họ này chứa khoảng 12 chi và 250-300 loài với khu vực phân bố là miền tây châu Mỹ, đặc biệt là vùng khô hơn ở tây nam Bắc Mỹ.
Họ này có tên khoa học bắt nguồn từ chi điển hình là Hydrophyllum (cỏ lá nước, thủy diệp thảo). Các thành viên được biết đến nhiều nhất là Emmenanthe (chuông xào xạc, chuông gió), Nemophila (hoa phấn điệp, mắt lam trẻ thơ) và Phacelia (cỏ bọ cạp, hoa chuông cát).

## Các chi
- Draperia: Cận tỏa hoa.
- Ellisia (gồm cả Colpohyllus, Macrocalyx, Nyctelea): Hoa ban điệp.
- Emmenanthe: Hoa chuông gió.
- Eucrypta: Hoa cúc điệp, hạt ẩn.
- Hesperochiron (gồm cả Capnorea): Mơ lưỡi bò, ngưu thiệt mai.
- Howellanthus: Hoa chuông núi, sơn linh.
- Hydrophyllum (gồm cả Decemium): Cỏ lá nước, thủy diệp thảo.
- Nemophila (gồm cả Viticella): Hoa mắt lam, phấn điệp, bích nhãn.
- Phacelia (gồm cả Aldea, Cosmanthus, Endiplus, Eutoca, Heteryta, Microgenetes, Miltitzia, Whitlavia): Đa dạng loài nhất, khoảng 210 loài chuông cát, cỏ bọ cạp, sa linh.
- Pholistoma: Hoa thiều quang, hoa lễ hội.
- Romanzoffia: Hoa vụ tiêu.
- Tricardia: Cỏ ba tim, tam tâm thảo.

## Chuyển đi
- Codon: Sang họ Codonaceae.
- Eriodictyon: Sang họ Namaceae.
- Lemmonia: Đồng nghĩa của Nama.
- Nama: Hoa cầm chung. Sang họ Namaceae.
- Turricula: Sang họ Namaceae.
- Wigandia: Sang họ Namaceae.

## Phát sinh chủng loài
Hydrophyllaceae có ba nhánh chính, bao gồm:
- Romanzoffieae = Phacelia + Romanzoffia,[6]
- Hydrophylleae = Hydrophyllum + Pholistoma + Nemophila + Emmenanthe + Ellisia + Eucrypta,[7]
- Nhánh không tên gồm Draperia + Tricardia + Howellanthus + Hesperochiron.[8]